# Héctor Costa
Héctor José Costa Massironi (Montevidéu, 20 de julho de 1929 - Montevidéu, 23 de maio de 2010) foi um basquetebolista uruguaio que integrou a Seleção Uruguaia na conquista da Medalha de Bronze disputada nos XV Jogos Olímpicos de Verão em 1952 realizados em Helsínquia na Finlândia e nos XVI Jogos Olímpicos de Verão em 1956 realizados em Melbourne na Austrália.